# Protivanov

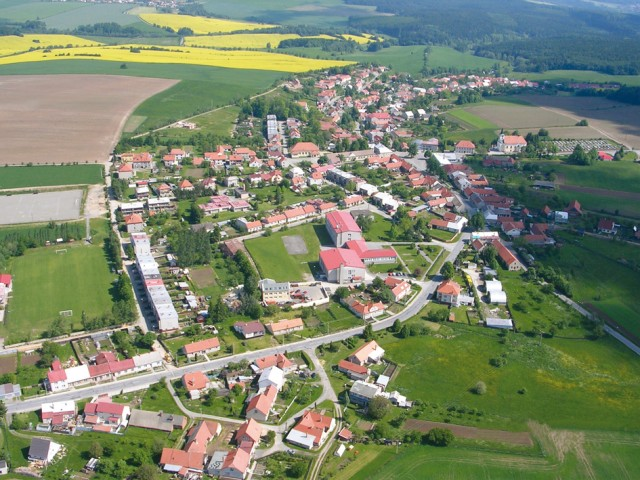
Luftbild

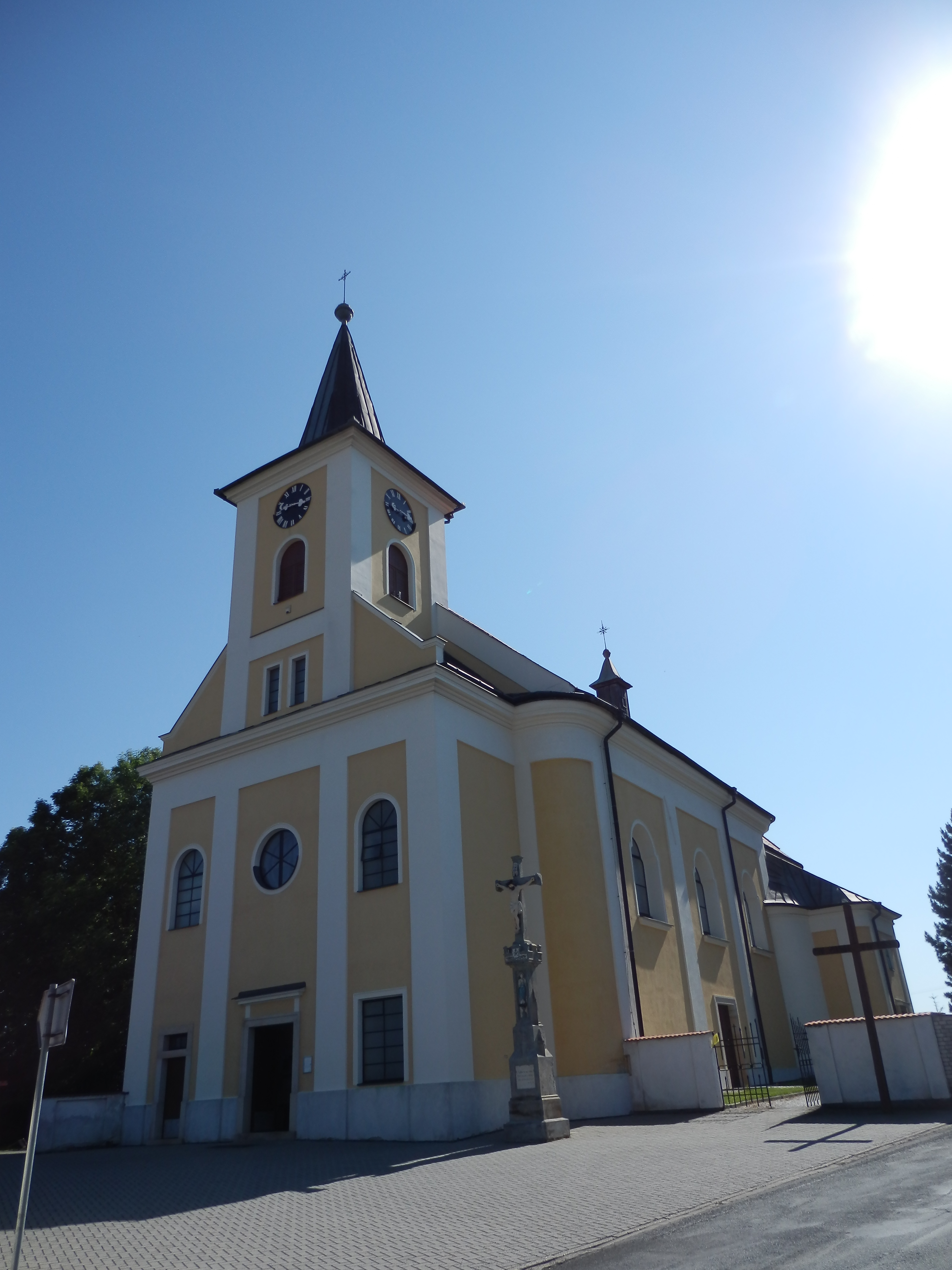
Kirche Mariä Geburt

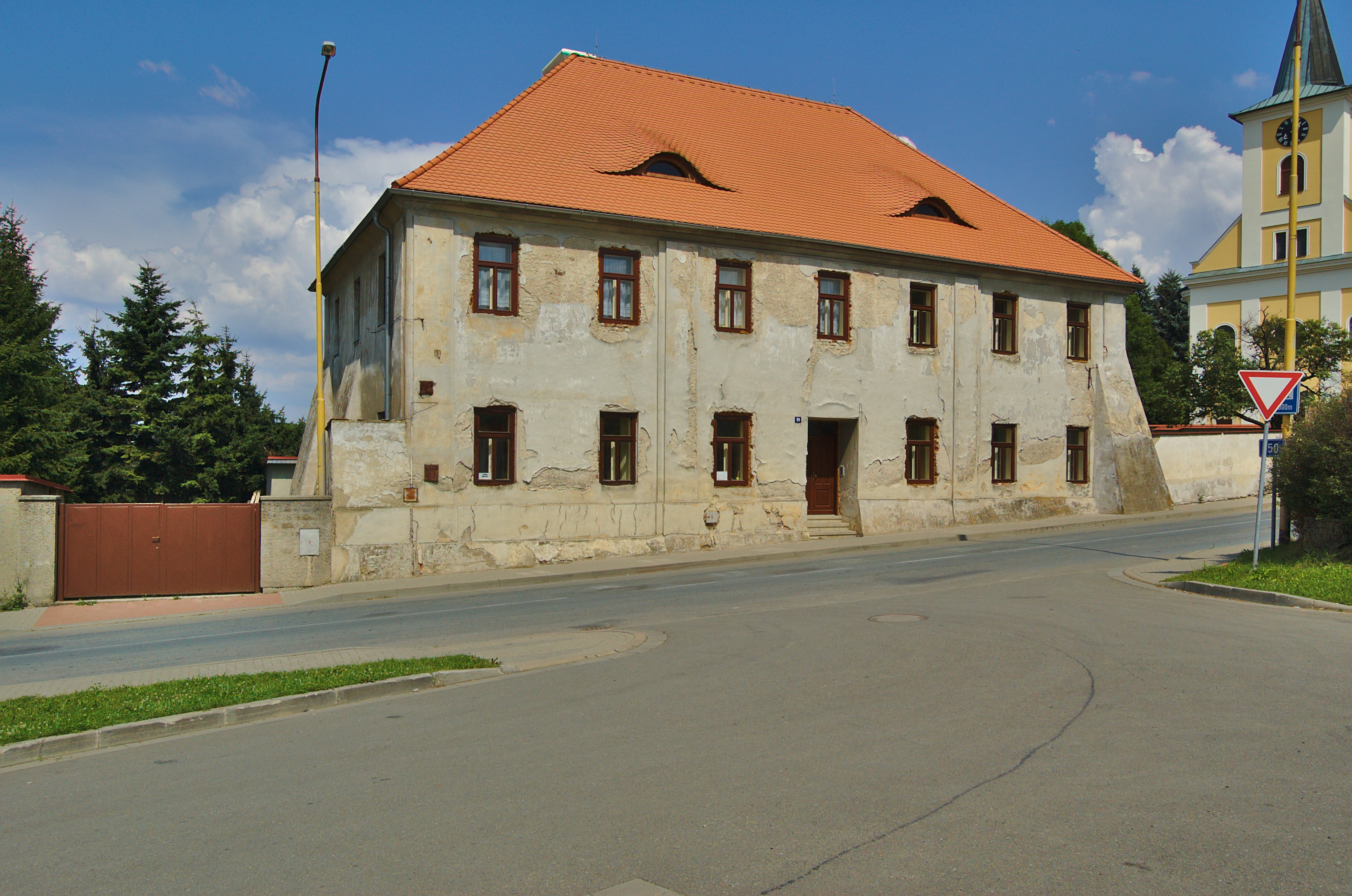
Pfarrhof

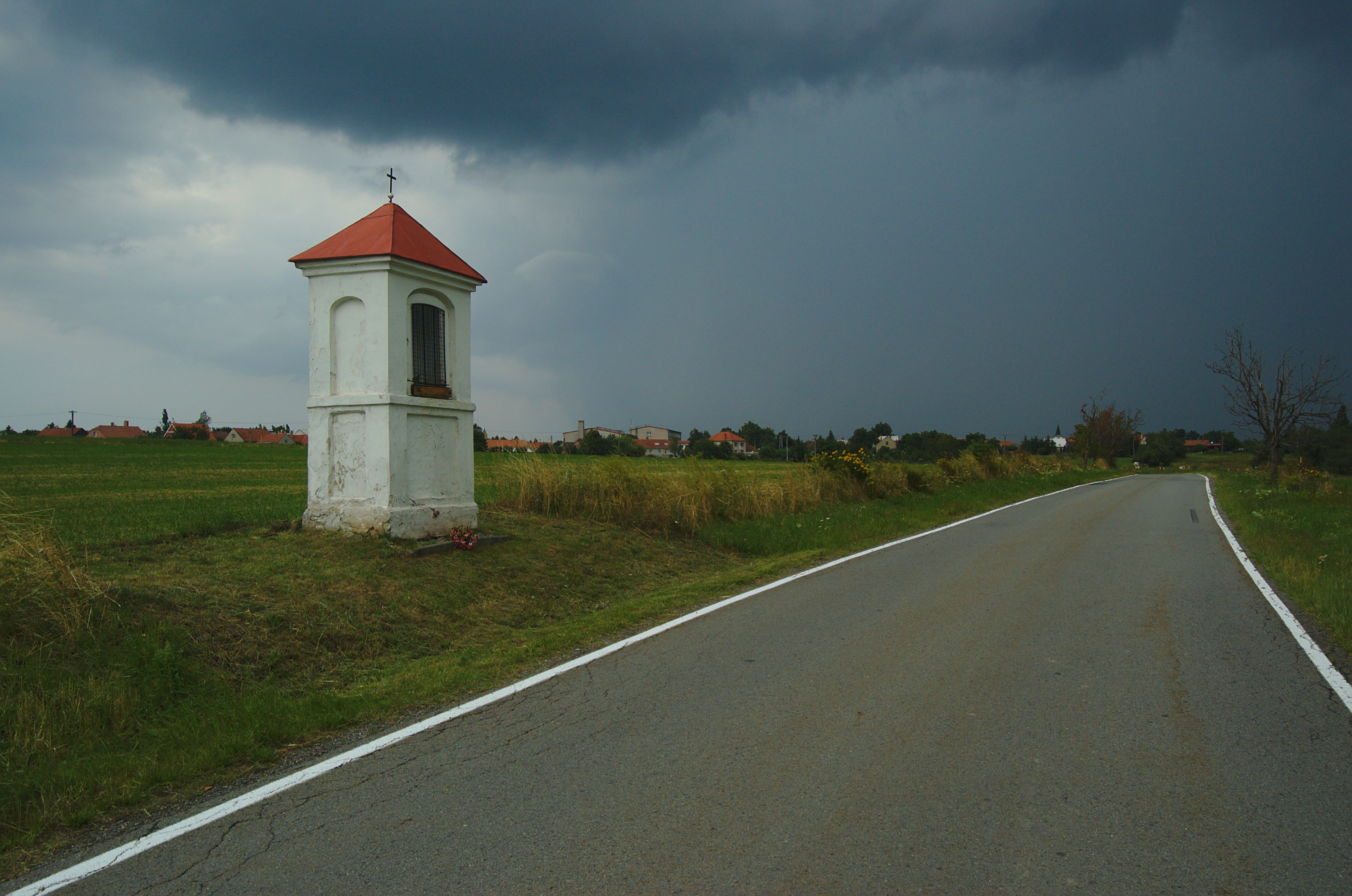
Bildstock an der Straße nach Niva

Protivanov (deutsch Protiwanow) ist eine Minderstadt in Tschechien. Sie liegt 13 Kilometer östlich von Boskovice und gehört zum Okres Prostějov.

## Geographie
Protivanov befindet sich in der Quellmulde des Baches Protivanovský potok im höchsten Teil des Drahaner Berglandes. Südöstlich erhebt sich der Babylon (686 m n.m.), im Südwesten der Brd (671 m n.m.), westlich die Tři krátký (672 m n.m.) sowie im Nordwesten die Skály (724 m n.m.) und die Skalky (Xavernruh, 735 m n.m.). Durch den Ort führt die Staatsstraße II/150 zwischen Boskovice und Prostějov. Gegen Osten erstreckt sich der Truppenübungsplatz Březina.
Nachbarorte sind Buková und Lipová im Norden, Seč und Malé Hradisko im Nordosten, Stínava, Vícov, Hamry und Žárovice im Osten, Repechy, Bousín und Drahany im Südosten, Niva im Süden, Molenburk, Housko und Obora im Südwesten, Skelná Huť, Žďárná und Suchý im Westen sowie Okrouhlá, Benešov und Pavlov im Nordwesten.

## Geschichte
Die Anlage als Waldhufendorf lässt darauf schließen, dass Protivanov zwischen 1290 und 1310 während der großen Kolonisation des Drahaner Berglandes gegründet wurde. Benannt wurde der Ort wahrscheinlich nach seinem Lokator Protivan bzw. Protiva. Die schriftliche Überlieferung setzt jedoch erst wesentlich später ein.
Die erste urkundliche Erwähnung von Protivanov erfolgte 1505 als Teil der Herrschaft Boskowitz. Christoph Černohorsky von Boskowitz veräußerte 1547 die Burg Boskowitz mit allem Zubehör, darunter auch Protivanov einschließlich des Pfarrpatronats, an den Schemnitzer Bergbauunternehmer Simon Eder von Sstiawnicz (Šimon Eder ze Štiavnice). Dessen Sohn Veit verkaufte die Herrschaft 1568 an Jaroš von Zástřizl; dabei wurden auch die öden Dörfer Regpech, Hossperk, Bauhenicz (oberhalb von Protivanov) und Benatky (zwischen Protivanov und Buková) genannt. Die Pfarrei Protivanov wurde noch im Laufe des 16. Jahrhunderts protestantisch. Nach 1622 erlosch die Pfarrei; im Jahre 1675 wurde die Protivanover Kirche zur Tochterkirche der Pfarrei Boskowitz. Mit Johann Wenzel von Zástřizl erlosch das Geschlecht 1687 im Mannesstamme und wurde von den Grafen von Dietrichstein beerbt. Am 3. Mai 1706 erfolgte die Einsetzung eines Pfarrverwesers in Protivanov. Auf Veranlassung von Leopold Graf von Dietrichstein wurde am 1. April 1755 wieder eine Pfarrei in Protivanov eingerichtet; 1772 ließ er eine neue Kirche errichten.
Im Jahre 1834 bestand das im Brünner Kreis gelegene Dorf Protiwanow aus 137 Häusern mit 1136 mährischsprachigen Einwohnern. Erwerbsquellen bildeten die wegen der Höhenlage wenig ertragreiche Landwirtschaft, die Waldarbeit und die Holzverarbeitung, insbesondere die Schindlerei. Unter herrschaftlichem Patronat standen die dem Boskowitzer Dekanat unterstellte Kirche Mariä Geburt, die Pfarrei und die Schule. Außerdem gab es im Ort einen herrschaftlichen Meierhof und ein Wirtshaus. Abseits lagen die Glashütte, zwei Mühlen (die Protiwanower Mühle an der Zábrana und die Thiergartenmühle an der Luha) sowie mit dem Thiergartenhof ein weiterer Meierhof. Protiwanow war Pfarrort für Bukowa, Reppech, Klein Hradisko, Lerchenfeld und die Glashütte; der Amtsort war Boskowitz. Bis zur Mitte des 19. Jahrhunderts blieb Protiwanow der Allodialherrschaft Boskowitz untertänig.
Nach der Aufhebung der Patrimonialherrschaften bildete Protivanov / Protiwanow ab 1850 mit den Wohnplätzen Obora / Thiergarten und Skelná Huť / Glashütte eine Gemeinde im Gerichtsbezirk Boskowitz. Der Boskowitzer Großgrundbesitz ging 1856 an die Freiherren von Mensdorff-Pouilly über. Ab 1869 gehörte Protivanov zum Bezirk Boskowitz; zu dieser Zeit hatte die Gemeinde 1227 Einwohner und bestand aus 158 Häusern. 
Am 23. Februar 1873 bewilligte die Statthalterei für die Markgrafschaft Mähren die Abhaltung von drei Jahrmärkten in Protivanov; damit einher ging auch die Erhebung zur Marktgemeinde. Mit dem Aufkommen der Proßnitzer und Boskowitzer Konfektionsindustrie arbeiteten zahlreiche Bewohner als Heimschneider für die Textilunternehmen. Im Jahre 1900 hatte Protivanov 1361 Einwohner, 1910 waren es 1402. Nach dem Ersten Weltkrieg zerfiel der Vielvölkerstaat Österreich-Ungarn, der Markt wurde 1918 Teil der neu gebildeten Tschechoslowakischen Republik. Beim Zensus von 1921 lebten in den 190 Häusern der Marktgemeinde 1340 Tschechen. 1930 lebten in den 211 Häusern von Protivanov 1406 Menschen. Von 1939 bis 1945 gehörte Protivanov / Protiwanow zum Protektorat Böhmen und Mähren. Nach dem Februarumsturz von 1948 verlor Protivanov seinen Status als Městys. 1950 lebten 1293 Menschen in Protivanov. Im Zuge der Gebietsreform von 1960 wurde der Okres Boskovice aufgehoben und die Gemeinde dem Okres Prostějov zugeordnet. Zwischen 1961 und 1982 wurden Obora und Skelná Huť als Ortsteile geführt. 1973 wurde ein neues Schulgebäude errichtet, fünf Jahre später erfolgte der Bau eines Kindergarten. Beim Zensus von 2001 lebten in den 348 Häusern der Gemeinde 1087 Personen. Seit dem 10. Oktober 2006 hat Protivanov wieder den Status eines Městys.

## Gemeindegliederung
Für die Gemeinde Protivanov sind keine Ortsteile ausgewiesen. Zu Protivanov gehören die Ansiedlungen Obora (Thiergarten), Protivanovský Mlýn (Protiwanower Mühle) und Skelná Huť (Glashütte).

## Sehenswürdigkeiten
- Kirche Mariä Geburt, errichtet 1772
- Pfarrhof
- Statue des hl. Johannes von Nepomuk auf dem Anger
- Statue des hl. Johannes von Nepomuk, vor dem Haus Bukovská 119
- Nischenkapelle
- Steinerner Bildstock, östlich des Ortes am Abzweig nach Bousín, geschaffen in der zweiten Hälfte des 19. Jahrhunderts
- Gemauerter Bildstock an der Straße nach Niva
- Wassermühle Protivanovský mlýn an der Zábrana
- Mehrere Flurkreuze
- Denkmal für die Gefallenen des Ersten Weltkriegs, mit Relief von T. G. Masaryk

## Naturschutzgebiete
- Naturreservat Skály, Buchenwaldgebiet auf dem Gipfel des gleichnamigen Berges
- Naturreservat Skelná huť, Feuchtwiesen im Luhatal bei Skelná Huť
- Naturdenkmal Louky pod Skalami, Seggenwiesen im Quellgebiet des Huťský potok am südöstlichen Fuße der Skály
- Naturdenkmal Protivanov, im Tal des Protivanovský potok
- Naturdenkmal U žlíbku, Wiese mit Beständen des Böhmischen Enzians im Tal des Huťský potok oberhalb des Teiches Protivanovský rybník